# 越泽明
越澤明（日语：／、1952年—），日本东京大学工学系研究科博士，城市规划研究者，曾就职于神奈川县政府。现为北海道大学大学院工学研究科教授。2001-2011年曾任日本国土交通省社会资本整备审议会委员，住宅宅地分科会长、都市计画•历史风土分科会长。